# Colleranesco
Colleranesco è una frazione del comune italiano di Giulianova, nella provincia di Teramo, in Abruzzo.

## Storia
La frazione rientrava nei possedimenti della nobile famiglia Acquaviva ed era nota per la coltivazione del riso fino al 1763, quando le risaie furono drasticamente ridotte: tale attività cessò definitivamente nel 1831. Il centro abitato si è sviluppato principalmente a partire dal XIX secolo, lungo la ferrovia Giulianova-Teramo tra i centri di Giulianova e Mosciano Sant'Angelo, fungendo da centro per le numerose località rurali dell'entroterra giuliese, dove sorgevano importanti tenute delle più facoltose famiglie di proprietari terrieri della città. Il paese ha conosciuto un notevole sviluppo urbano a partire dalla fine della seconda guerra mondiale, incrementando vertiginosamente i propri abitanti a partire dagli anni sessanta, tanto da essere, con i suoi circa 1 500 abitanti, la più popolosa frazione del comune. Negli anni settanta è stata realizzata la nuova zona industriale, che porta tuttora il nome dell'abitato, principale area industriale del comune di Giulianova.

## Cultura

### Istruzione

#### Scuole
Nel 1940 è stata edificata la scuola elementare, nel dopoguerra fu aperta anche la scuola dell'infanzia nel piano terra della stessa struttura.

## Monumenti e luoghi d'interesse

### Architetture religiose

#### Chiesa di San Giuseppe
La chiesa di San Giuseppe è la chiesa parrocchiale della frazione ed è stata consacrata il 23 settembre 1951 dal vescovo Gilla Vincenzo Gremigni, dopo che Giuseppe Trifoni aveva donato gratuitamente nel 1949 un terreno da adibire al culto. La costruzione dell'edificio fu fortemente voluta dalla popolazione, poiché prima di allora gli abitanti di Colleranesco erano costretti per le funzioni a raggiungere le cappelle private rurali delle tenute dei Giordani, dei Cerulli e dei Trifoni, e solamente per le festività religiose più importanti. La parrocchia di San Giuseppe fu eretta il 19 giugno 1986. L'edificio ha subito importanti interventi di ristrutturazione ed ampliamento, venendo inaugurato nuovamente il 2 marzo 2003.
La chiesa è stata costruita originariamente in stile neoromanico, su progetto dell'ingegnere Giuseppe Iannetti, e presenta una facciata a coronamento orizzontale – che richiama lo stile del duomo di Teramo – con al centro un rosone di vetro istoriato che reca lo stemma di monsignor Gremigni. Sulla parte sommitale è raffigurata una croce con il simbolo paleocristiano del pesce, mentre sulla lunetta del portale si trova il bassorilievo in cotto raffigurante Gesù Bambino che abbraccia san Giuseppe di Cecilia Cossentino. L'interno si presenta a navata unica, con un grande arco a sesto acuto in stile neogotico che delimita il presbiterio, frutto dell'ampliamento avvenuto dei primi anni duemila. Sono qui conservate una statua raffigurante la Madonna di Fatima, le statue lignee della Madonna Addolorata e di san Giuseppe. Annessa alla chiesa, sul lato sinistro, si trova la casa canonica.
La parrocchia di San Giuseppe si estende su un territorio che conta circa 1 600 abitanti.

#### Cappelle rurali
- Cappella di San Domenico, situata presso la tenuta dei Trifoni, è stata costruita nel 1873 per volere di Domenico Trifoni e della moglie Teresa De Berardinis. Fu utilizzata dagli abitanti di Colleranesco come luogo di culto, prima della costruzione della chiesa parrocchiale, sin dagli inizi del XX secolo, come si nota anche dalle visite pastorali effettuate nel 1904 e nel 1909, acquisendo particolare importanza tra gli anni cinquanta e sessanta. L'ultima funzione religiosa vi è stata celebrata nel 1973. Si presenta con facciata a capanna neoclassicheggiante, mentre l'interno ad aula unica conserva un dipinto di san Gabriele dell'Addolorata ed un crocifisso ligneo. La chiesetta è dotata di un piccolo campanile a vela.[8]

- Cappella di Santa Lucia, situata presso la tenuta dei Cerulli, nella contrada Santa Lucia in direzione della frazione di Case di Trento, è stata costruita nel 1871 per volere di Elena e Serafino Cerulli e successivamente restaurata e decorata nel 1941 dal pittore Ugo Palchetti.[9]

- Cappella di Santa Maria dell'Arco, situata presso la Villa Giordani-Paoloni, oggi Villa Fiorita, è stata costruita nel 1968 sul luogo di una chiesa precedente andata perduta. La chiesa originaria era già nota nel 1430, quando sul colle «nelle vicinanze della Chiesa di S. Maria dell'Arco» furono fatti impiccare tredici avversari politici dal duca d'Atri Giosia Acquaviva, da poco divenuto signore di Teramo. La chiesa attuale è stata realizzata con alcuni resti del vecchio edificio – architrave e parti di colonne ioniche – e si presenta ad aula unica, con una pala d'altare posta nell'area presbiteriale realizzata da Emilia Paoloni nel 1970, raffigurante la Madonna sotto un arco con alle spalle il mare ed il Gran Sasso. Il campanile a vela posto sopra la facciata conserva una campana fusa nelle note fonderie di Agnone, presso Isernia.[10]

### Architetture civili
- Villa Fiorita, grande tenuta composta dalla villa padronale, la casa colonica, la cappella di Santa Maria e vari annessi rurali, è attestata sin dal 1812 come proprietà dei Giordani. Nel 1938 venne acquistata da Gaetano Paoloni, per poi passare alla famiglia Olivieri nei primi anni duemila, i quali vi realizzarono un'azienda agrituristica attiva ancora oggi.[11]

- Villa Arfé, già De Nigris-Urbani e prima ancora Volpi[12]

- Villa Rozzi[13]

## Infrastrutture e trasporti

### Strade
Il centro urbano è attraversato dalla SS80, che la unisce al capoluogo comunale e provinciale.

### Ferrovie
In passato dal 1904 al 1954 il centro urbano è stato servito dalla Stazione di Colleranesco, posta sulla ferrovia Giulianova-Teramo.

### Trasporti
Il quartiere è servito dal trasporto urbano dall'azienda di Gaspari e per il trasporto extraurbana dalla TUA azienda pubblica regionale.

## Sport
Nella frazione risiede Debora Sbei, 15 volte campionessa del mondiale di pattinaggio artistico.
Dal 2005 esiste una squadra di calcio che porta il nome della frazione, ad oggi milita in Prima categoria.